# Denz
Denz, pseudonimo di Abel Abraham Tesfay (Bromma församling, 11 giugno 1993), è un rapper svedese di origini eritree.

## Biografia
Denz ha esordito nell'industria discografica con l'album in studio Medan vi lever; il disco ha fatto l'ingresso al 12º posto della Sverigetopplistan.
Nell'ottobre 2022 ha conseguito la sua prima top ten nella hit parade svedese, collocando Chit chat al 7º posto; inoltre, il brano, per aver superato la soglia delle 40 000 unità di vendita, è stato certificato oro dalla IFPI Sverige. Anche Bara vi (2018), un duetto con Z.E, ha superato la soglia delle 40 000 copie vendute.
Ha fatto ritorno sulle scene musicali con l'EP Back2Basics, costituito da sei tracce e presentato nel novembre 2024.

## Discografia

### Album in studio
- 2019 – Medan vi lever

### EP
- 2024 – Back2Basics

### Singoli
- 2014 – Jetski
- 2015 – Varje dag
- 2015 – Jag har den
- 2015 – Ingen lall
- 2016 – 29 juli
- 2016 – Panamera (feat. Jaqe)
- 2016 – Driftig (con Pato Pooh e Jireel feat. Pablo Paz)
- 2017 – Dash (con Jireel e Pato Pooh)
- 2017 – Vad du vill
- 2017 – Waves (con Pablo Paz, Pato Pooh, Jireel e Lamix)
- 2017 – Diamanter
- 2017 – Ekta
- 2017 – Ögon
- 2018 – Bara vi (feat. Z.E)
- 2018 – Stay Down
- 2018 – Instagram
- 2018 – Medicinen
- 2018 – Kasta tillbaka
- 2018 – Tarantino
- 2018 – Alla vet
- 2018 – På mig
- 2019 – Beef (con 1.Cuz e Dree Low)
- 2019 – Schackmatt (con Adel)
- 2019 – Money
- 2019 – De sant (con Z.E e Jiggz)
- 2019 – Arlanda
- 2019 – Splash
- 2020 – Bags (con Jireel)
- 2020 – Fyller år (con Stress)
- 2020 – S Line (con Robbz x Brookz e Takenoelz)
- 2021 – X
- 2022 – Jamaica (Freestyle)
- 2022 – Hon sa
- 2022 – Wraystyle (con Chellz)
- 2022 – Fall inte
- 2022 – Ça va/Pa (con Migi)
- 2022 – Chit chat (con Youzie)
- 2023 – Borde veta bättre (con Junie)
- 2023 – Auran (con Youzie)
- 2023 – Om & om (con Nordik Beatz)
- 2024 – 10 Toes (con Nordik Beatz)
- 2024 – Papi Chulo
- 2024 – Annan värld